# Bryoerythrophyllum jamesonii
Bryoerythrophyllum jamesonii är en bladmossart som beskrevs av H. Crum 1957. Bryoerythrophyllum jamesonii ingår i släktet fotmossor, och familjen Pottiaceae. Inga underarter finns listade i Catalogue of Life.